# Der Untergang der Emma
Der Untergang der Emma ist ein deutscher Kinderfilm von Helmut Dziuba aus dem Jahr 1974. Er beruht auf einer Filmerzählung von Wolfgang Hübner und Hans-Joachim Knorr.

## Handlung
Nach 50 Jahren als Kapitän auf der Emma muss Fährmann Kluge in den Zwangsruhestand gehen. Eine neue Seebrücke macht das Übersetzen per Schiff überflüssig. Die Jungen Mischa und Hartmut sind mit Kluge befreundet und empfinden es als ungerecht, dass die Erwachsenen die Konsequenzen ihres Handelns nicht erkennen. Dass die Emma nun Pionierschiff wird und damit allen Kindern des Ortes zur Verfügung steht, ist kaum ein Trost, sehen die beiden Jungen doch, dass es Kluge nun schlecht geht und er scheinbar krank das Bett hüten muss. Sie entschließen sich, den stillgelegten Motor des Schiffes zu reparieren. Ist das Schiff wieder fahrtüchtig, so könne Kluge als Kapitän der Pioniere fungieren und wieder arbeiten, so ihr Gedankengang.
Sie entwenden die nötigen Ersatzteile aus einem Werk, wo die Teile zur Verschrottung lagern. Es gelingt beiden, nachts die Emma zu reparieren. Um zu testen, ob sie wirklich läuft, wollen sie eine kleine Runde auf dem See fahren. Unweit der neuen Brücke fällt jedoch der Motor aus und die Emma treibt an einen Brückenpfeiler, schlägt Leck und geht unter. Während Hartmut sich mit einem Sprung ins Wasser retten kann, wird Mischa von der Wasserschutzpolizei gefasst. Er verrät Hartmut nicht, soll der doch die Schule in wenigen Tagen bei der Mathematikolympiade vertreten. Käme seine Beteiligung an der nächtlichen Aktion heraus, würde man ihm die Teilnahme untersagen. Hartmut jedoch leidet unter der Lüge, verweigert bei der Olympiade das Schreiben und verlässt die Prüfung ungefragt nach einigen Minuten. Er wird von einem Lehrer auf der Landstraße gefunden und nach Hause gefahren. Hartmut gibt zu, ebenfalls am Untergang der Emma beteiligt gewesen zu sein.
Mischa erkennt unterdessen, dass die augenscheinliche Krankheit Kluges nur gespielt war, und ist enttäuscht. Hartmut gibt zu bedenken, dass der eigentliche Schmerz Kluges nicht sichtbar sei. Die Lehrer wissen, dass die Eltern für die Verfehlungen der Kinder haften müssen, auch wenn beide Jungen eigentlich nur getan haben, was die Lehrer von ihnen verlangen, nämlich Mitgefühl für die Mitmenschen zu zeigen, wo selbst die Erwachsenen im Fall Kluges versagt haben. Am Ende schauen die Kinder, darunter Mischa und Hartmut, zu, wie die Erwachsenen gemeinschaftlich die Emma heben. Mit Kluge in ihrer Mitte gehen die Kinder davon.

## Produktion
Der Untergang der Emma war nach Mohr und die Raben von London der zweite Kinderfilm von Helmut Dziuba. Ursprünglich sollte der bekannte DDR-Filmemacher Wolfgang Hübner als Regisseur fungieren, der zusammen mit dem Leiter des Ost-Berliner Lehrerensembles Hans-Joachim Knorr die Vorlage des Films geschrieben hatte. Aufgrund künstlerischer Differenzen mit der DEFA wurde die Regie schließlich Dziuba übertragen.
Der Untergang der Emma erlebte am 2. August 1974 im Berliner Kino Babylon seine Premiere. Am 12. August 1978 lief er erstmals im 1. Programm des Fernsehens der DDR über den Bildschirm.

## Kritik
Die zeitgenössische Kritik verriss den Film in formaler Hinsicht, auch wenn die Problemstellung „eine ernste, wichtige, gut erfaßte“ sei. Die Handlung jedoch wirke „zusammengewürfelt“, „immer wieder verliert sich die eigentliche Geschichte auf Nebenschauplätzen, wird ein ums andere Problem ‚hinzugesponnen‘, ohne daß ein harmonisches und vor allem verständliches Ganzes entstünde“. Kamera und Schnitt schaffen „keine glanzvollen Höhepunkte“, die Regie sei „ambitionslos. Weder die Auswahl der Kinderdarsteller noch die Arbeit mit ihnen (besonders auf der sprachlichen Seite) konnte zufriedenstellen.“
Renate Holland-Moritz schrieb, dass sich im Film „die Dramatik in purer Äußerlichkeit [verläppert], und die Kritik erstickt im Klischee“. Nur Darsteller Erwin Geschonneck überzeuge als „kauzig-liebenswerter Fährmann“.
Für den film-dienst war Der Untergang der Emma „ein humorvoll-engagierter Kinderfilm über den Umgang mit alten Menschen, über Toleranz und Solidarität. Formal mit Schwächen und durch den Mangel an äußeren Aktionen für kleinere Kinder nicht durchgängig interessant.“
„Ein engagierter Kinderfilm über Mitgefühl und das Zusammenleben der Generationen“, befand der Progress Film-Verleih.